# فانکلی (مینه‌سوتا)
فانکلی، مینه‌سوتا (به انگلیسی: Funkley, Minnesota) یک شهر در ایالات متحده آمریکا است که در شهرستان بلترامی، مینه‌سوتا واقع شده‌است.

## خصوصیات
فانکلی ۱٫۵۵ کیلومترمربع مساحت و ۵ نفر جمعیت دارد و ۴۲۴ متر بالاتر از سطح دریا واقع شده‌است.